# Petru Alexandru Frătean
Petru Alexandru Frătean (n. 9 septembrie 1953

) este un senator român, ales în 2012. 